# 釜山交通公社

路線図（釜山-金海軽電鉄、KORAILを含む）

釜山交通公社（プサンこうつうこうしゃ、ハングル: 부산교통공사）は、大韓民国釜山広域市の都市鉄道のうち、主に地下鉄を運営している公社である。4つの路線を保有・運営している。
通称は釜山都市鉄道（案内上は「都市鉄道」と略される）、愛称は「Humetro（ヒューメトロ）」（HumanとMetroを組み合わせた造語）である。

## 路線
| 色 | 路線名称             | 区間                      | キロ程 |
| -- | -------------------- | ------------------------- | ------ |
|    | 1号線                | 多大浦海水浴場駅 - 老圃駅 | 40.4km |
|    | 2号線                | 萇山駅 - 梁山駅           | 45.2km |
|    | 3号線                | 水営駅 - 大渚駅           | 18.1km |
|    | 4号線                | 美南駅 - 安平駅           | 10.8km |
|    | 沙上下端線（建設中） | 沙上駅 - 下端駅           | 6.9km  |
|    | 梁山線（建設中）     | 老圃駅 - 梁山市北亭洞     | 11.4km |

## 車両
すべて電車である（4号線のみ新交通システム）。
- 1000系 (初代) - 1号線
- 1000系 (2代) - 1号線
- 2000系 - 2号線
- 3000系 - 3号線
- 4000系 - 4号線

## 沿革
- 1981年1月1日 - 釜山市地下鉄建設本部を開設。
- 1985年7月19日 - 1号線 梵魚寺 - ポムネゴル間が開業。
- 1986年12月19日 - 1号線 梵魚寺 - 老圃洞間が開業。
- 1987年5月15日 - 1号線 ポムネゴル - 中央洞（現・中央）間が開業。
- 1987年11月28日 - 釜山交通公団法が制定・公布される。
- 1988年
  - 5月19日 - 1号線 中央洞 - 土城洞（現・土城）間が開業。
  - 7月1日 -  釜山交通公団が設立。
- 1990年2月28日 - 1号線 土城洞 - 西大新洞（現・西大新）間が開業。
- 1994年6月23日 - 1号線 西大新洞 - 新平間が開業。
- 1999年6月30日 - 2号線 湖浦 - 西面間が開業。
- 2001年8月8日 - 2号線 西面 - 金蓮山間が開業。
- 2002年
  - 1月16日 - 2号線 金蓮山 - 広安間が開業。
  - 8月29日 - 2号線 広安 - 萇山間が開業。
- 2005年
  - 7月13日 - 釜山交通公団法の廃止を公布。
  - 11月28日 - 3号線 大渚 - 水営間が開業。
- 2006年1月1日 - 釜山交通公社に改称。
- 2008年1月10日 - 2号線 湖浦 - 梁山間が開業。
- 2010年2月2日 - 金海市、ソウルメトロ（現・ソウル交通公社）とともに釜山-金海軽電鉄の運営子会社釜山-金海軽電鉄運営株式会社（BGM）を設立[2]。
- 2011年3月30日 -  4号線 美南駅 - 安平駅間が開業。
- 2014年1月 - 「仁川国際空港シャトルトレイン」を運行（運営権は3年間[3]）。
- 2016年
  - 6月15日 - 沙上下端線着工[4][5][6]。
  - 11月23日 - 建設中の第2ターミナル用を含む仁川空港シャトルトレイン運営権を2018年まで獲得[7]。
- 2017年
  - 4月17日 - 釜山-金海軽電鉄運営（BGM）を解散（釜山-金海軽電鉄株式会社に統合、資本関係がなくなる）[8]。
  - 4月20日 - 1号線 新平 - 多大浦海水浴場間が開業。
  - 5月1日 - 料金改定予定（交通カード基準で1200ウォンから1300ウォンに[9]）。
- 2018年3月28日 - 梁山線着工[10]。
- 2026年
  - 沙上下端線開通予定[11]。
  - 梁山線開業予定[12]。

## 運賃

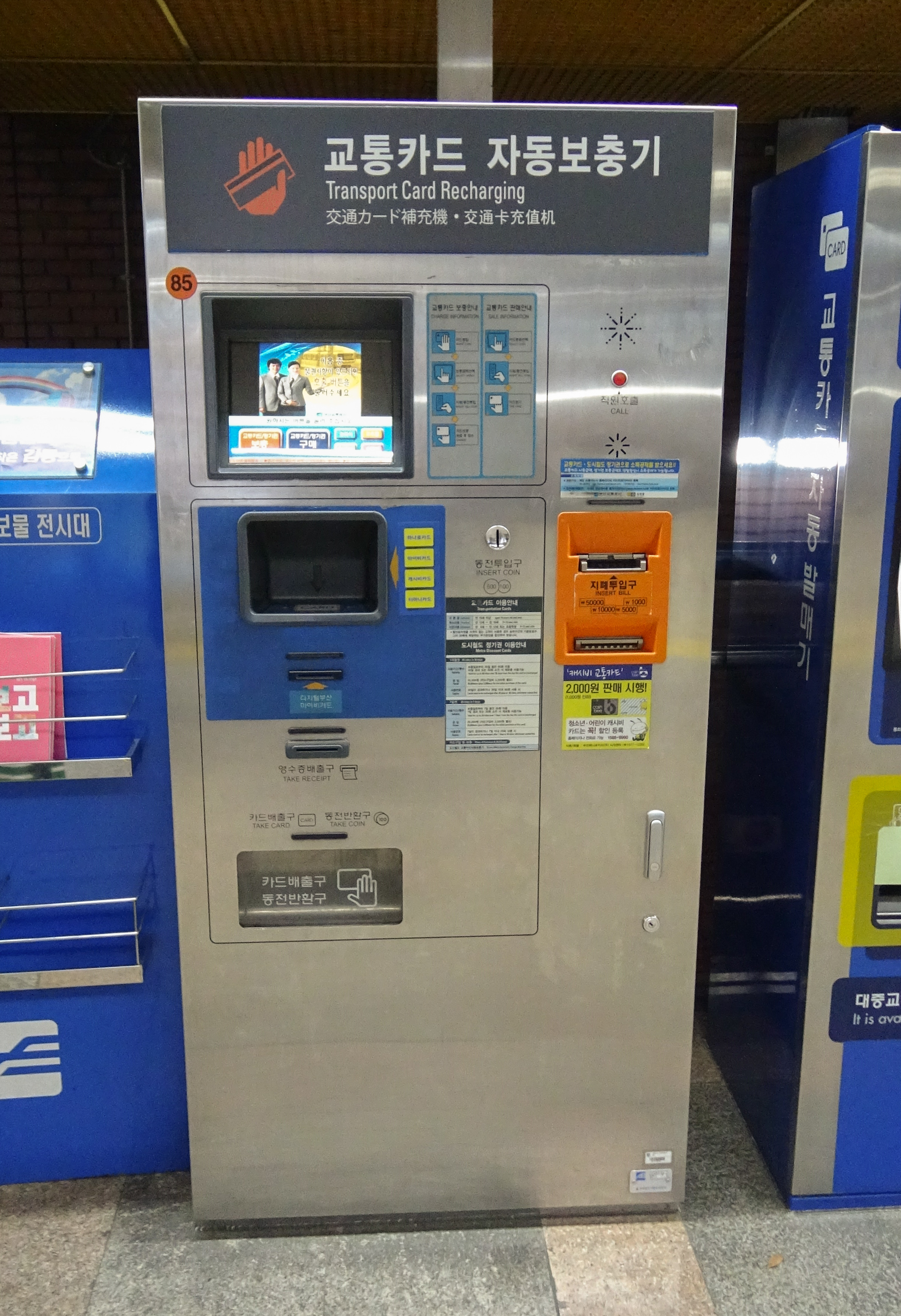
自動補充機

運賃体系は、10kmまでと、10km超過の2段階。交通カード使用時は現金に比べ割引となる。運賃の詳細および他社路線との乗換を行った場合の扱いについては釜山都市鉄道を参照。
駅構内の自動補充機を使用してEZLカードの新規購入、各種交通カードのチャージが可能。